# Уестмаунт
Уестмаунт (на английски: Westmount) е богат град на остров Монреал, в Югозападен Квебек, Канада. Той е част от Монреалската агломерация и е анклав на град Монреал с население от 19 938 души към декември 2022 г.
Разположен е на 42 m надм. височина в низината Сейнт Лорънс,на югозападния склон на планината Маунт Роял, на 5 km южно от центъра на град Монреал и на 4 km западно от левия бряг на река Сейнт Лорънс. Селището е основано през 1874 г. Традиционно общността на Уестмаунт е била богат и предимно англоговорещ анклав, като в един момент става най-богатата общност в Канада. Сега това е най-богатият квартал в Канада извън Торонто и Ванкувър.
Той е дом на училища, арена, басейн, обществена библиотека и редица паркове, като Уестмаунт Парк, Кинг Джордж Парк и Уестмаунт Съмит. Градът има собствена електроразпределителна компания: Уестмаунт Лайт енд Пауър (Хайдро-Уестмаунт). Той също така е местоположението на две звена от първичния резерв на канадските сили: Кралският монреалски полк и 34-ти сигнален полк.
На 1 януари 2002 г. Уестмаунт е обединен с останалата част от град Монреал. На референдума, организиран на 20 юни 2004 г., жителите гласуват с 92% за възстановяването му като отделна община, считано от 1 януари 2006 г.

## История

### Праистория и Индиански период
Има признаци за присъствие на първите нации преди 4000 до 5000 години. Голямо количество праисторически гробища са открити през втората половина XIX и в началото на XX век в района на Уестмаунт. В известен смисъл Уестмаунт е най-старата община в Северна Америка. През 1898 г. е открито старо индианско гробище близо до територията на Клуб „Сен Жорж“, на кръстовището на авеню „Абердийн“ и „Булвар“. Смята се, че то датира отпреди XV век. В допълнение към тези индиански гробници, покрити с камъни, хошлагезите (жителите на о-в Монреал) са вторите собственици на земите, върху които е основан град Уестмаунт.

### Френски период
Първата построена сграда през френския период е Форт „Де Месю“ (Fort Des Messieurs) или Форт „Белмон“, построен през 1684 г. Останки от него днес са двете стари кули и няколко стени на Колежа на Монреал. Мисията за християнизирането на местното население е създадена през 1675 г. в подножието на планината Мон Роял. Франсоа Вашон дьо Белмон е изпратен в Нова Франция към 1680 г. от свещениците на парижката семинария „Сен Сюплис“, за да спре разпространението на магьосничество и видения в мисията. През 1683 г. там живеят 210 местни жители (ирокези, хурони и алгонкини). Фортът е построен, за да защити мисията от ирокезите. Въпреки че тогава той не е в сегашните граници на Уестмаунт, земите за застрояване заемат значителна част от града. Освен това е известно, че тези индианци редовно използват няколко квартала в Уестмаунт, напр. Пюит оз Ендиен (Puits aux Indiens) в земите на Рейн и Мъри.
В самото начало на XVIII век парижката семинария „Сен Сюплис“ предоставя на няколко френски заселници, като господари на острова, концесии за земеделска земя, състояща се от ивици земя, докосващи или пресичащи върха на планината. Такъв е произходът на тези стари ферми, които сега са разделени на парцели и заменени с къщи. Първата къща е очарователната каменна резиденция на семейство Сен Жермен с изглед към авеню „Лансдаун“ над ул. „Кот Сент Антоан“, разпознаваема по големия си дървен кръст. Тя е разрушена около 1910 г. Подобна къща е построена от семейство Льодюк във фермата Мъри, разположена на изток между авенюта Белмон и Мъри. Тази ферма принадлежи на Льодюк до 1847 г. Руините на къщата са видими и днес. По това време почти цялата община е пресечена от изток на запад от два пътя. Първият води до Лашин и е известен като „Пътят през гората“ или Upper Lachine Road. Вторият е Côte-St-Antoine Road.
Много от акцентите на местната култура датират от времето на французите: заравянето на пари и ценности от семействата Юртюбиз (Hurtubise) и Льодюк (Leduc), когато част от армията на генерал Джефри Амхърст, идваща да завладее града през 1760 г., окупира височините на града по протежение на ул. „Кот де Неж“; убийството на първия член на фамилията Сен Жермен от ирокези, нападнат от засада в дефилето на сегашния Уестмаунт Парк; церемонията по екзорсизъм на обезумяло момиче от семейство Сен Жермен, изгорено пред къщата; снимки на индианци по дърветата в клисурата и т.н.
Когато първите френски колонисти се заселват в района в средата на XVII век, този район е известен с няколко имена, включително Птит Монтан (La Petite Montagne), Нотр Дам дьо Грас (Notre-Dame-de-Grâce) и Кот Сент Антоан (Côte-Saint-Antoine).  

### Британски период
Старият Кот Сент Антоан претърпява много малка промяна през двете поколения след завоеванието. Там се установяват няколко стари търговци на кожи от северозапада, като Уилям Халоуел и Джон Кларк. Впоследствие други хора като Уилям Боуман, Уилям Мъри, Почитаемият Джон Йънг и доктор Селби купуват стари ферми и построяват селски къщи върху тях. Някои от тях все още принадлежат на потомците на тези семейства.
След известно време Кот Сент Антоан е присъединен към енорията Сент Анри, подразделение на първата енория на Монреал.
Бившата ферма Дом Юртюбиз (Hurtubise House) е най-старата запазена къща в Уестмаунт. Построена е през 1739 г. за Жан Юртюбиз, син на Луи Юртюбиз, който през 1699 г. получава концесията на  улица „Кот Сент Антоан“ на ъгъла на авеню „Виктория“. Шест поколения от семейството живеят там. Къщата е била планирана за разрушаване от строителен предприемач, когато Леополд Юртюбиз, последният от обитателите собственици, умира през 1955 г. 
През 1874 г. Кот Сент Антоан и Нотр Дам дьо Грас са отделени от енорията Сент Анри. Кот Сент Антоан е учреден като село и негов кмет за девет години е Джеймс Кюли Уорд.
През 1890 г. селото е преобразувано на град под името Град Кот Сент Антоан (Ville de Côte-St-Antoine), след като процъфтява като жилищно предградие и достига огромното население от 1850 жители. През 1893 г. е построена улица „Шербрук“, за да пресече града и тя бързо става главната му пътна артерия. През 1894 г. е разширена електрическата железница, за да обслужва града, което значително променя облика и общия му дух. По това време е открит интересен проект за градско планиране, насочен главно към превръщането на едно провинциално село в превъзходен модерен град. Той е преименуван на Уестмаунт през 1895 г., отразявайки географското местоположение на града на югозападния склон на планината Мон Роял и наличието на голямо англоговорещо население.
През 1897 г. всички общности в Британската империя се подготвят да отпразнуват Диамантения юбилей на възкачването на трона на кралица Виктория. В Уестмаунт е издадена общинска значка специално за юбилея и Денят на Виктория е отбелязан със стрелба с оръдия на откритата площадка на ракетния клуб „Сен Жорж“, забавление на населението с шоу за деца, представено в парка на Уестмаунт и завършване на вечерта с фойерверки. Но идеята на Съвета да превърне това събитие в дългосрочен проект, е назначена група, която да проучи различни варианти. Организационният комитет на Общия юбилеен постоянен мемориал на Уестмаунт решава да построи безплатна общинска библиотека, отворена за обществеността. Тази библиотека е първата по рода си в провинция Квебек и отваря през 1899 г.
В началото на 1898 г., докато работата по градската библиотека е в ход, петиция, подписка от над 300 жители, е представена на Общинския съвет. Тя призовава за изграждането на градски център за обществени събрания, зала за приятелски срещи, гимнастически салон, плувен басейн и пързалка за кърлинг. За този проект е отпусната сума от 25 000 долара – малко по-щедра от тази за изграждане на библиотеката, но която, предвид предоставените съоръжения, едва ли е по-значителна. Избрано е място в близост до библиотеката, където са извършени строителните работи. През 1899 г. Виктория Хол официално отваря врати за обществеността.

### 20 век
През периода от 1895 до 1908 г., когато градът получава своята харта, той преживява най-големия си растеж. Тогава са предприети амбициозни общински проекти и тогава е създадена голяма част от сегашната инфраструктура на града. 
През 1902 г. градът има 10 000 жители. Повечето от главните улици вече съществуват и тяхното разширяване е възпрепятствано от ограниченията на застрояването. Освен това са построени електроцентрала, голям център за обществени срещи, красиви паркове, система за филтриране на вода и първата общинска библиотека, отворена за обществеността в Провинция Квебек.
Градът се разраства бързо и отбелязва увеличение на броя на жилищата, търговската си дейност и подобряване на общинските услуги. През зимата пътищата са почиствани от сняг от „Градски отдел" и постепенно дървените тротоари са заменени с павета.
В полицейското управление служителите получават елегантни униформи, напомнящи на тези, носени от британските бобита. Традиционната заоблена шапка, синя през зимата и бяла през лятото, редовно се почиства и окачва да съхне на стълбове пред полицейския участък.
Компания, разположена в Монреал, снабдява града с чиста вода и е построена общинска електроцентрала с уникална модерна система, първа по рода си в Канада, която, макар и дискретно сгушена в дъното на долината, използва енергията от изгарянето на отпадъци за своята експлоатация.
Общественият транспорт улеснява пътуването от Монреал до Уестмаунт и в града, достигайки до всички райони с трамвай. Благодарение на трамваите магазините и офисите се умножават в двете основни търговски зони, разположени в двата края на града. Повечето магазини се управляват от семейства и често се предават от баща на син.
През XX  век Уестмаунт става богато предградие на Монреал и малък град, осеян с много зелени площи. Архитектът Робърт Финдли, живеещ там в началото на XX век, проектира много общински сгради в града, включително библиотеката, кметството на Уестмаунт и няколко други обществени сгради. Уестмаунт Парк е проектиран от Фредерик Ло Олмстед и Калвер Во.
В масовото въображение кварталът се свързва с буржоазията, със заможното професионално население от средната класа надолу по хълма – „Долен Уестмаунт“ и с много луксозната класа на върха на хълма – „Горен Уестмаунт“.
През XX век Уестмаунт е дом на някои от най-богатите семейства в Монреал, включително Бронфман и Молсън. Това 
превръща града в символична мишена на терористичните атентати на Фронта за освобождение на Квебек през 60-те години на века, кулминиращи в Октомврийската криза от 1970 г.
В края на XX век образът на англоезичния елит вече не отразява напълно ежедневната реалност на жителите на Уестмаунт, които формират все по-разнородна общност.
Уестмаунт остава район, където жителите са сред най-богатите в Канада. Най-скъпата къща на остров Монреал според последната оценка на имотите се намира в Уестмаунт и струва 18,7 млн. долара.
Градът е определен за национален исторически обект от Съвета за исторически места и паметници на Канада през 2011 г.

### Сливане с Монреал
На 1 януари 2002 г., като част от общинската реорганизация на Монреал от 2002–2006 г., Уестмаунт е обединен с град Монреал и става негов квартал. Въпреки това след смяна на правителството и референдума на 20 юни 2004 г. той е възстановен като независим град на 1 януари 2006 г. Сега е едно от петнадесетте независими предградия на остров Монреал и единственото, което граничи директно с центъра на града. Въпреки това той остава част от градската агломерация на Монреал и по-голямата част от неговите общински данъци отиват в Съвета на агломерациите, който наблюдава дейностите, общи за всички общини на остров Монреал (напр. полиция, противопожарна защита, обществен транспорт) и след разделянето.

## География
Градът е приблизително 4 km2 (1,5 sq mi) и заема площ земя на южната стена на Уестмаунт Съмит – западния връх на планината Маунт Роял. Градът, по-голямата част от който е на стръмен терен, се простира от върха до края на тясното плато в подножието на планината.

## Градски пейзаж
По-голямата част от града е жилищна. Домовете нарастват по размер и стойност към върха на планината, като най-големите и най-скъпите са на или близо до Съмит Съркъл.
Забележителностите включват пл. „Алексис Нион“ (Place Alexis Nihon) и комплексът Уестмаунт Скуеър (Westmount Square), който е проектиран от Лудвиг Мис ван дер Рое и е финансиран до голяма степен от жителя на Уестмаунт Самюел Бронфман – основателят на алкохолната империя Сийграм.
Има няколко малки търговски района на ул. „Шербрук“ от западната граница на града до кръстовището на улицата и бул. Виктория (квартал „Виктория Вилидж“), на ул. „Сейнт Катрин“ (Saint Catherine Street) срещу пл. „Алексис Нион“ (Place Alexis Nihon), на бул. „Грийн“ (Green Avenue) и на бул. „Мезонньов“ (De Maisonneuve Boulevard) близо до метростанция Atwater. 
Основните търговски артерии на Уестмаунт са Greene Avenue, Victoria Avenue, Sherbrooke Street и Sainte-Catherine Street .
Град Уестмаунт граничи само с град Монреал, тъй като е анклав.

## Забележителности
Няколко забележителни места са в сърцето на града. Сред тях са:
- Даусън Колидж (Dawson College), англофонски колеж
- Дом „Юртюбиз“ (Maison Hurtubise), най-старата къща в Уестмаунт; построена е през 1739 г. и разположена на 561, chemin de la Côte Saint-Antoine[21][22][23]
- Дом „Албърт-Фърнес“ (Maison Albert-Furness), построен през 1848 г., разположен на 3021 Trafalgar Avenue, е рядък пример в Квебек за неоготическа вила
- Уестмаунт Скуеър (Westmount Square), комплекс от недвижими имоти
- Кметство на Уестмаунт, построено през 1922 г.
- Обществена библиотека на Уестмаунт, открита през 1899 г.[24]
- Вила „Сент Марселин“ (Villa Sainte-Marcelline), частно франкофонско училище
- Селуин Хаус (Selwyn House), частно англофонско училище за момчета

- Даусън Колидж
- Мезон Юртюбиз
- Мезон „Албърт-Фърнес“
- Уестмаунт Скуеър
- Кметството
- Обществена библиотека
- Селуин Хаус

## Паркове
В града има няколко парка, включително Кинг Джордж Парк (известен също като Мъри Хил) и Уестмаунт Парк. Горска зона се намира на възвишението Уестмаунт Съмит в рамките на Съмит Съркъл.
Уестмаунт парк е разположен между улица „Шербрук“ и бул. „Мезонньов“ на север и на юг, и бул. „Мелвил“ и бул. „Лансдаун“ на изток и назапад. Има площ от около 106 m2 и е вторият по големина в Уестмаунт. Проектът за озеленяване е предприет през 1912 г. от MJ Manning и включва големи игрални полета от източната и южната страна, както и Уестмаунт Арена и прилежащия плувен басейн в югозападния ъгъл. Централната зона включва обширна детска площадка, пешеходни пътеки, езера и детски басейни, и тенис кортове. Обществената библиотека на Уестмаунт, построена през 1897 г., Виктория Хол и голяма оранжерия са разположени от северната страна.

## Религиозни сгради
- Баптистка църква на Уестмаунт (Westmount Baptist Church)
- католическа църква „Св. Леон“ (Church of Saint-Léon-de-Westmount)
- католическа църква „Възнесение Господне“ (Ascension of Our Lord)
- Църква „Св. Матиас“ (Saint Matthias Church)
- Параклис Бетел Госпъл (Bethel Gospel Chapel)
- Англиканска църква „Св. Стефан“ (St Stephen's Anglican Church)
- протестанстка Обединена църква „Парк Уестмаунт“ (Westmount Park United Church)
- протестантска Обединена църква „Маунтинсайд“ (Mountainside United Church)
- Обединена канадска църква „Св. Андрей“ (St. Andrews United Church of Canada)
- Ортодоксална синагога (Congregation Shaar Hashomayim)
- Централна синагога (Temple Emanu-El-Beth Sholom)
- Църква на Адвентистите на седмия ден (Westmount Seventh-day Adventist Church)

- Баптистка църква
- Св. Леон
- Възнесение Господне
- Св. Матиас
- Св. Стефан
- Обединена църква (Уестмаунт Парк)
- Обединена църква (Моунтинсайд)

## Управление
Откакто възвръща статута си на град, Уестмаунт се управлява от Градски съвет, съставен от кмет и осем „областни“ съветници. Настоящият кмет на Уестмаунт е Кристина Смит, избрана за временен кмет на специално заседание на съвета на 24 април 2017 г. след пенсионирането на дългогодишния кмет Питър Трент. По-късно Смит печели изборите на 5 ноември 2017 г., за да остане кмет. Тя запазва позицията си през 2021 г., като е аплодирана. В допълнение към местния градски съвет Уестмаунт е представляван от своя кмет в Агломерационния съвет на Монреал (съвета на региона Монреал).
В цял Квебек Уестмаунт е известен като преобладаващо либерална среда, както на федерално, така и на провинциално ниво.

## Спорт
Уестмаунт е бил дом на Монреал Арена – третата арена в историята, построена специално за хокей. Това е била домашната арена за Монреал Уондърърс, един от великите отбори от ранната хокейна ера, както и за легендарния Монреал Канейдиънс. Арената изгаря през 1918 г., което кара Уондърърс да се разпадне.
През 2010 г. кметът Питър Трент разкрива проект за 38 милиона долара за разрушаване на старата арена и създаване на две нови пързалки, по-голям плувен басейн, обновени тенис кортове и допълнителен акър зелено пространство. През есента на 2013 г. отваря врати новият център за отдих Уестмаунт. Той е дом на Уестмаунт Уингс, Ласал/Уестмаунт Кобрас и е дом на Уестмаунт Придейтърс, които вече не са активни.
Уестмаунт е дом на Уестмаунт Линкс Лакрос Клуб (Westmount Lynx Lacrosse Club), който има отбори по лакрос за момчета и момичета на възраст 8–16 години.
Той също е дом на най-стария действащ ръгби клуб в Северна Америка – Уестмаунт Ръгби Клъб.

## Образование
Градът е дом на два колежа: държавният англоезичен „Даусън“ (Dawson College) и частният англоезичен „Марианополис“ (Marianopolis College).
Учебната комисия на Монреал (CSDM) управлява френскоезичните училища в Уестмаунт. Англоезичните държавни училища в Уестмаунт се управляват от Английския монреалски училищен борд (EMSB). Те включват Гимназия „Уестмаунт“ (Westmount High School), нейното сестринско Основно училище „Уестмаунт Парк“ (Westmount Park School) и Основно училище „Рослин“ (Roslyn Elementary School), което е важно за въвеждането на първата френска програма за потапяне на остров Монреал през 1968 г. 
Уестмаунт също е дом на няколко частни училища, включително смесеното училището „Сейнт Джордж“ (St. George's School of Montreal), както и училищата „Мис Едгарс енд Мис Крампс“ (Miss Edgar's and Miss Cramp's School), „Стади“ (The Study) и френскоезичното Вила „Сент Марселин“ (Villa Sainte-Marcelline) за момичета и „Селуин Хаус“ (Selwyn House School) за момчета.

## Известни личности
Родени в Уестмаунт
- Ленард Коен (р. 1934), поет и музикант
- Южени Бушар (р. 1994), тенисистка
- Сам Робъртс (р. 1974), музикант и автор на песни

В момента градът е дом на много забележителни жители на Монреал, включително федералния депутат и бивш астронавт Марк Гарно. Вицепрезидентката на Съединените щати Камала Харис е прекарала част от младостта си в района и е посещавала Гимназия „Уестмаунт“.

## Уестмаунт в литературата
Уестмаунт е сцена за редица романи:
- Earth and High Heaven на Гуеталин Греъм за Втората световна война, разказва историята на романтика между богато английско момиче от Уестмаунт и еврейски адвокат от Северно Онтарио.[30]
- The Crime on Cote des Neiges – детективски роман на Дейвид Монтроуз от 1950 г.[31], преведен на френски като Meurtre à Westmount.[32]
- Kicking Tomorrow на Даниел Ричлър –  роман за тийнейджър, израснал в семейство от Уестмаунт през 1970-те години, като се споменава как учениците в гимназията Уестмаунт са били „известни в града с постижението да бъдат постоянно замеряни с камъни“.[33]
- Действието в романа на Клеър Ротман „Сянката на Лир“ (Lear's Shadow)[34] се развива по време на лятна постановка на открито по пиесата на Шекспир в Уестмаунт Парк. Едуард О. Филипс написва поредица от мистериозни романи с участието на англоезичен адвокат от Уестмаунт, повечето от които се развиват в Уестмаунт.

## Побратимени градове
- Римуски (Квебек), Канада (1968)